# Kipparikvartetti
Kipparikvartetti (в переводе с финского — «шкиперский квартет») — финский мужской вокальный ансамбль, существовавший с 1950 по 1983 год.

## История
История квартет началась в 1950 году, когда четырём известным певцам, Кауко Кяюхкё, Олави Вирта, Тейо Йоутсела и Ауво Нуотио, предложили сыграть вокальный ансамбль и исполнить главные партии в кинофильме «Прекрасная Веера, или баллада с озера Саймаа» по одноимённой пьесе Тату Пеккаринена. Большую часть музыки к фильму написал Гарри Бергстрём. Картина имела огромный успех в Финляндии, и музыканты решили продолжить совместную творческую деятельность. Уже 31 августа того же года они записали на пластинку песню из фильма — «Saimaan valssi», и это была их первая запись. 9 октября 1951 года состоялось дебютное выступление «Шкиперского квартета» неподалёку от города Карккила, а в феврале 1952 «Шкиперы» выступают в Хельсинки. Тогда же они сыграли главные роли в кинокомедии «Kipparikvartetti», а также появились в фильме «Добро пожаловать на утренний кофе». Известные записи этого периода — «Muurari», «Hurmalan häät», «On lautalla pienoinen kahvila», «Rööperin Raija», «Kisällit kesällä» и другие.
Однако легендарный первоначальный состав ансамбля, запомнившийся зрителям, просуществовал недолго — всего три года. В 1953 году из-за финансовых разногласий ансамбль покидает самый знаменитый его участник, тенор Олави Вирта; его заменил Ээро Вяре. Ещё через два года художественным руководителем ансамбля вместо Гарри Бергстрёма становится Жорж де Годзинский. В это время в репертуаре ансамбля появляются песни разных народов и всемирно известные шлягеры — «Ol' Man River», «Tiritomba», «Sapelitanssi» ja «Die Juliska aus Budapest» и другие, в переводе на финский язык. В 1969 году «Шкиперы» приняли участие в фильме «Большой парад мелодий», на следующий год — в телепрограмме «Шкиперский клуб» (фин. Kippariklubi). Последний концерт музыкантов состоялся в 1962 году, после этого они лишь эпизодически выступали на закрытых мероприятиях. Когда в 1972 году умер второй тенор Ээро Вяре, его сменил Калеви Валлинева (в этом же году умер и Олави Вирта). В 1983 году, после смерти Кауко Кяюхкё, ансамбль окончательно распался.

## Состав
- Первый тенор — Ауво Нуотио (1950—1983)
- Второй тенор — Олави Вирта (1950—1953)
- Второй тенор — Ээро Вяре (1953—1972)
- Второй тенор — Калеви Валлинева (1951, 1972—1983)
- Первый бас — Тейо Йоутсела (1950—1983)
- Второй бас — Кауко Кяюхкё (1950—1983)
- Второй бас — Пентти Туоминен (несколько раз заменял Кяюхкё)
- Второй бас — Ами Ловен (Иногда заменял Кяюхкё в 1970—1983)